# 佛光大学
佛光大学（ぶっこうだいがく、Fo Guang University）は、台湾宜蘭県にある私立大学。略称佛大は、佛光山の開山宗長釈星雲によって創設された。佛光山教団システムの大学の一員である。現在、人文学部、社会科学部、管理学部、創意と技術学部、楽活産業学部、仏教学部がある。

## 歴史
| 年     | 月日 | 事跡                       |
| ------ | ---- | -------------------------- |
| 2000年 | 9月  | 「佛光人文社会学院」が開校 |

## 組織
| |  |
| - 仏教学部 - 仏教学科および大学院、博士課程 - 人文および社会科学学部 - 中国文学および応用学科および大学院、専門大学院（2023年募集停止）、博士課程 - 歴史学科および大学院（2023年募集停止） - 外国語文学科および大学院（2023年募集停止） - 宗教学研究所（2024年募集停止） - 社会学および社会福祉学科および大学院 - 社会学組（大学院） - 社会福祉組（大学院） - 心理学科および大学院 - 一般心理学組（大学院） - 臨床心理学組（大学院） - 公共事務学科および大学院 - 行政管理組（学士課程） - 国際および両岸事務組（学士課程、大学院） - 政策および行政管理組（大学院） - 管理学科および大学院 - マーケティングおよび起業組 - 経営管理組 - レジャー事業管理組 - 応用科学およびデザイン学部 - 文化財および創意学科および大学院（2023年募集停止） - 文化財創意応用組 - 文化観光組 - コミュニケーション学科および大学院（2023年募集停止） - デジタルメディア組 - 広告・PR組 - ポップミュージック伝播組 - メディア伝播組（大学院） - コミュニケーション産業および応用組（大学院） - プロダクトおよびメディアデザイン学科および大学院 - イノベーティブプロダクトデザイン組 - コマーシャルメディアデザイン組 - 情報応用学科および大学院（2023年募集停止） - 情報システムおよびスマートアプリケーション組 - アニメおよびデジタルコンテンツ組 - デジタルゲーム開発組 - 情報システムおよび管理組（大学院、専門大学院） - ネットワークおよびマルチメディア組（大学院、専門大学院） - 学習およびデジタル技術組（大学院、専門大学院） - 建築環境デザイン学士課程 - 楽活産業学部大学院 - 健康および創意ベジタリアン産業学科 - 未来および楽活産業学科 - 応用経済学科および大学院 - 財務金融組 - 国際ビジネス組 - 人文および社会科学学部大学院 - 中国文学および応用学組 - 歴史学組 - 外国語文学組 - 宗教学組 - 応用科学およびデザイン学部大学院 - 文化財および創意学組 - コミュニケーション学組 - 情報応用学組 - プロダクトおよびメディアデザイン学組 |  |